# Timon Ballenberger
Timon Ballenberger (* 11. März 1992 in Brunsbüttel) ist ein deutscher Schauspieler.

## Leben
Timon Ballenberger wuchs gemeinsam mit zwei älteren Brüdern auf. Er besuchte das Gymnasium Brunsbüttel. Erste Theaterauftritte hatte er in den Jahren 2009 und 2010 im Elbeforum Brunsbüttel.

## Karriere

### Ausbildung
Er absolvierte seine Schauspielausbildung von 2014 bis 2017 an der Schule für Schauspiel Hamburg, wo er in mehreren Produktionen, u. a. unter der Regie von Wladimir Tarasjanz, mitwirkte. In der Produktion seiner Schauspielschule übernahm er in Was ihr wollt die Rolle des Sir Andrew von Bleichenwang. Außerdem besuchte er Kameraworkshops und 2016 ein Inszenierungsseminar an der Filmakademie Ludwigsburg.

### Schauspiel
Noch während seiner Ausbildung gastierte er 2014 am Schauspielhaus Hamburg. Außerdem erhielt er ein Engagement an die Landesbühne Niedersachsen Nord, wo er im Sommer 2014 beim Meerkabarett in Rantum auf der Insel Sylt den Pumuckl in einer Bühnenfassung von Meister Eder und sein Pumuckl spielte. Sein erstes vollprofessionelles Theaterengagement hatte er am Altonaer Theater.  Hier übernahm er ab Anfang 2016 in der Produktion Jenseits von Eden die Rolle des rebellischen Caleb Trask, einen der beiden rivalisierenden Trask-Brüder, die Rolle, die James Dean im gleichnamigen Film verkörpert hatte. In der Spielzeit 2016/17 gastierte er am Stadttheater Wilhelmshaven in dem Ensemblestück Die Schutzbefohlenen von Elfriede Jelinek. Ab der Spielzeit 2017/18 war Ballenberger bis Juni 2019 fest an der Landesbühne Niedersachsen Nord engagiert. In der Spielzeit 2017/18 trat er u. a. als Mitch in Endstation Sehnsucht auf. In der Spielzeit 2018/19 spielte er dort u. a. den Alwa in Lulu, Trofimow in Kirschgarten und wirkte als korrupter Handlanger und Conferencier in Richard III. mit.

### Serien
Ballenberger arbeitete auch für das Kino, den Film und das Fernsehen. Sein Fernsehdebüt hatte er 2016 als eifersüchtiger Schüler Bruno in der ARD-Fernsehreihe Die Eifelpraxis. In der ZDF-Fernsehreihe Marie Brand hatte er in dem Krimi Marie Brand und das ewige Wettrennen (Erstausstrahlung: Januar 2017) eine der Hauptrollen als mäßig begabter, aus wohlhabendem Elternhaus stammender Gymnasiast Finn Haberland. In der ZDF-Krimireihe Wilsberg spielte er in dem Fernsehfilm Straße der Tränen (Erstausstrahlung: November 2017) die Nebenrolle des Julius von Bebber; er stellte  den verliebten Mitschüler eines verschwundenen Mädchens dar. In der 18. Staffel der ZDF-Serie SOKO Leipzig (2018) hatte er in einem 90-minütigen Serien-Special eine der Episodenrollen als Sohn eines dubiosen Bauunternehmers, der sich als jugendlicher Vergewaltiger herausstellt. In der 8. Staffel der TV-Serie Familie Dr. Kleist (2019) übernahm Ballenberger eine der Episodenrollen als Student, der sich um seine Kommilitonin sorgt. Von Oktober 2019 (Folge 6874) bis April 2020 (Folge 6987) war Ballenberger in der RTL-Serie Gute Zeiten, schlechte Zeiten in einer durchgehenden Serienrolle zu sehen; er verkörperte Lars Grabowski, den aus der rechten Szene kommenden neuen Beikoch des „Mauerwerks“. In der 6. Staffel der TV-Serie In aller Freundschaft – Die jungen Ärzte (2020) spielte Ballenberger eine Episodenhauptrolle als sympathischer „Krankenhaustourist“ Johannes Förster, bei dem das Eagle-Syndrom festgestellt wird. In der 14. Staffel der TV-Serie Der Bergdoktor (2021) spielte Ballenberger eine wiederkehrende Serienrolle als Feuerwehrmann Robert Schwarz, der sich in die „Bergdoktor“-Tochter Lilli verliebt. In der 17. Staffel der ZDF-Serie Der Staatsanwalt (2022) spielte Ballenberger eine Episodenhauptrolle als BWL-Student und tatverdächtiger Sohn eines getöteten russlanddeutschen Geschäftsmannes und Unternehmers.

## Engagement
Timon Ballenberger ist Botschafter der Initiative „Kulturisten Hoch2“, eines Projektes, das wirtschaftlich schlechter gestellten Senioren den Besuch von Kulturveranstaltungen in Hamburg ermöglicht.

## Privatleben
Er lebt in Hamburg.

## Filmografie (Auswahl)
- 2014: Von jetzt an kein Zurück (Kinofilm)
- 2014: The Social Network Effect (Kurzfilm, Abschlussfilm der Medienakademie Hamburg)
- 2016: Ein Hase im Dezember (Kurzfilm)
- 2016: Die Eifelpraxis: Erste Hilfe aus Berlin (Fernsehreihe)
- 2017: Marie Brand und das ewige Wettrennen (Fernsehreihe)
- 2017: Wilsberg: Straße der Tränen (Fernsehreihe)
- 2017: Country Girls (Webserie)
- 2018: SOKO Leipzig: Das Vogelmädchen (Fernsehserie, eine Folge)
- 2019: Familie Dr. Kleist: Zukunft (Fernsehserie, eine Folge)
- 2019–2020: Gute Zeiten, schlechte Zeiten (Fernsehserie)
- 2020: Großstadtrevier: Der große Tanz (Fernsehserie, eine Folge)
- 2020: In aller Freundschaft – Die jungen Ärzte: Veränderungen (Fernsehserie, eine Folge)
- 2021–2023: Der Bergdoktor (Fernsehserie)
- 2022: WaPo Duisburg: Verschwunden (Fernsehserie, eine Folge)
- 2022: Der Staatsanwalt: Rosen und Diamanten (Fernsehserie, eine Folge)
- 2022: SOKO Köln: Party bis zum bitteren Ende (Fernsehserie, eine Folge)